# 安化“12·12”重大杀人纵火案
安化“12·12”重大杀人纵火案是指发生于2009年12月12日，发生于湖南省安化县高明乡阴山排村漆树组一起杀人纵火案，共造成13人死亡，6栋木质房屋被烧毁；遇难者中8名男性5名女性，最大者80多岁，最小者6岁。凶手为当地人刘爱兵，34岁。死者中有其父亲刘必方，其余死伤者均为刘的近亲。2010年12月31日上午，刘爱兵被益阳市中级人民法院执行死刑。

## 过程
12月12日凌晨4时许，安化县高明乡阴山排村漆树组发生火灾，造成6栋木质房屋被毁。因遭枪击、刀砍和火烧，现场造成12人死亡，2人重伤；次日一名重伤者于14日身亡，罹难人数增至13人。12月13日凌晨6时50分，凶手刘爱兵在安化县清塘镇梧桐村一山中被抓获。经警方侦讯，系故意纵火杀人。凶手刘爱兵于广东打工，出事前返乡不久。刘有精神病纪录，自小经历家庭不和，之后与大学失之交臂、婚姻失败和牢狱之苦。

## 社会影响
一是非法枪支问题成为危害公共安全的重大隐患。二是返乡农民工突发心理问题成为本案诱发主因。从刘爱兵经历来看，农民工游走在城市边缘，社会关注度不够，特别因在外受歧视，容易诱发仇视社会的情绪。二是解决精神疾患的社会救助问题已成为紧迫的社会现实问题。如果刘爱兵确系精神病发作杀人，反应了精神病杀人事件已经成为重大的治安隐患。那些生活在社会底层的精神疾患或者潜在患者，得不到及时有效救治，甚至因负病艰难谋生，这不仅危害自身人身安全，还可能危及社会。